# 알핀 A110
알핀 A110(Alpine A110)은 프랑스의 자동차 회사인 알핀이 1963년부터 1977년까지 생산한 스포츠카 모델이다. 2도어 세단인 베를리네트(berlinette)로 분류되며 이전에 생산된 A108을 계승한 모델이다. 2017년에 동명의 모델인 알핀 A110이 새로 출시되기도 하였다.